# Xín Mần, Tuyên Quang
Xín Mần là một xã thuộc tỉnh Tuyên Quang, Việt Nam.

## Địa lý
Xã Xín Mần có vị trí địa lý:
- Phía đông giáp xã Nàn Xỉn và xã Thèn Phàng
- Phía tây giáp xã Chí Cà và Trung Quốc
- Phía nam giáp xã Thèn Phàng
- Phía bắc giáp Trung Quốc.

Xã Xín Mần có diện tích 16,80 km², dân số năm 2019 là 1.652 người, mật độ dân số đạt 98 người/km².

## Hành chính
Xã Xín Mần được chia thành 6 thôn, bản: Xín Mần, Lao Pờ, Quán Ngài, Hậu Cấn, Tả Mồ Cán, Xóm Mới.

## Lịch sử
Trước đây, Xín Mần là một xã thuộc huyện Hoàng Su Phì.
Ngày 1 tháng 4 năm 1965, Hội đồng Chính phủ ban hành Quyết định số 49-CP về việc thành lập huyện Xín Mần trên cơ sở tách xã Xín Mần thuộc huyện Hoàng Su Phì.
Ngày 14 tháng 5 năm 1981, Hội đồng Chính phủ ban hành Quyết định 185/1981/QĐ-CP về việc sáp nhập xã Thèn Phàng vào Xín Mần.